# San Miguel de Mayocc (distrito)
San Miguel de Mayocc é um distrito do Peru, departamento de Huancavelica, localizada na província de Churcampa.

## Transporte
O distrito de San Miguel de Mayocc é servido pela seguinte rodovia:
- PE-3S, que liga o distrito de La Oroya à Ponte Desaguadero (Fronteira Bolívia-Peru) - e a rodovia boliviana Ruta 1 - no distrito de Desaguadero (Região de Puno)
- PE-3SD, que liga a cidade ao distrito de Ñahuimpuquio [1][2][3]